# Немцова, Катержина
Катержина Немцова (чеш. Kateřina Němcová; род. 14 ноября 1990, Прага) — американская шахматистка, гроссмейстер среди женщин (2008).
Двукратная чемпионка Чехии (2008 и 2010).
В составе сборной Чехии участница 3-х командных чемпионатов Европы, командного чемпионата мира (2007) и 3-х Олимпиад (2008—2012). За сборную США участница командного чемпионата мира (2015).

## Изменения рейтинга
| Графики недоступны из-за технических проблем. См. информацию на Фабрикаторе и на mediawiki.org. |